# Brett Dalton
Brett Patrick Dalton (Comtat de Santa Clara, Califòrnia, 7 de gener de 1983) és un actor estatunidenc. És conegut sobretot per interpretar a Grant Ward i a Hive a la sèrie Marvel's Agents of S.H.I.E.L.D. d'ABC, així com a Michael Munroe al videojoc Until Dawn del 2015.

## Primers anys de vida
Dalton es va graduar el 2001 a l'escola secundària Westmont de Campbell, Califòrnia, on es va interessar per actuar després de fer una audició per a una producció de One Flew Over the Cuckoo's Nest (Algú va volar sobre el niu del cucut) i on va ser president de la California Scholarship Federation i president associat del cos estudiantil. Va jugar el paper principal en My Favorite Year. Després d'estudiar a la Universitat de Califòrnia, Berkeley, per obtenir el seu grau, Dalton va rebre un Master of Fine Arts de la Yale School of Drama el 2011. Entre els seus companys de classe de Yale es trobava Lupita Nyong'o, guanyadora d'un Oscar.

## Carrera
Al novembre de 2012, va rebre el paper protagonista de la sèrie de televisió de Joss Whedon, Marvel's Agents of SHIELD, com a agent Grant Ward. La sèrie segueix el personatge Phil Coulson i el seu petit equip d’agents, entre ells el personatge de Dalton. Els altres crèdits televisius de Dalton inclouen Blue Bloods, Army Wives i Killing Lincoln de National Geographic Channel, una producció de Tony i Ridley Scott. Entre els seus títols teatrals s'inclouen Passion Play, Romeo and Juliet i Happy Now? (de Yale Repertory); Sweet Bird of Youth i Demon Dreams (Festival de teatre Williamstown); Macbeth (Macbeth) You Can't Take It With You (companyia de teatre Chautauqua) i The Understudy (Westport Country Playhouse).
El 16 de maig de 2014, Dalton va ser escollit en la pel·lícula dramàtica independent Lost in Florence com Eric Lombard, al costat de Stana Katić i Emily Atack.
El 2015, Dalton va donar veu al personatge de Mike a Until Dawn (2015), un videojoc de survival horror d'acció desenvolupat per Supermassive Games i publicat per Sony Computer Entertainment per a PlayStation 4. Al febrer, Dalton va ser nominat per l'Acadèmia Nacional de Revisors de Comerç de Videojocs per la seva actuació.
Dalton protagonitza The Resurrection of Gavin Stone, una pel·lícula estrenada el 20 de gener de 2017 per Walden Media i Vertical Church Films.
El 2021, Dalton va tenir un paper recurrent a la sèrie dramàtica Chicago Fire de l'NBC com el tinent interí Jason Pelham.

## Vida personal
Brett es va casar amb Melissa Trn el desembre de 2015 després d'anys de relació i van viure a Los Angeles amb la seva filla, que va néixer el 2012. Va sol·licitar el divorci el novembre de 2019.

## Filmografia

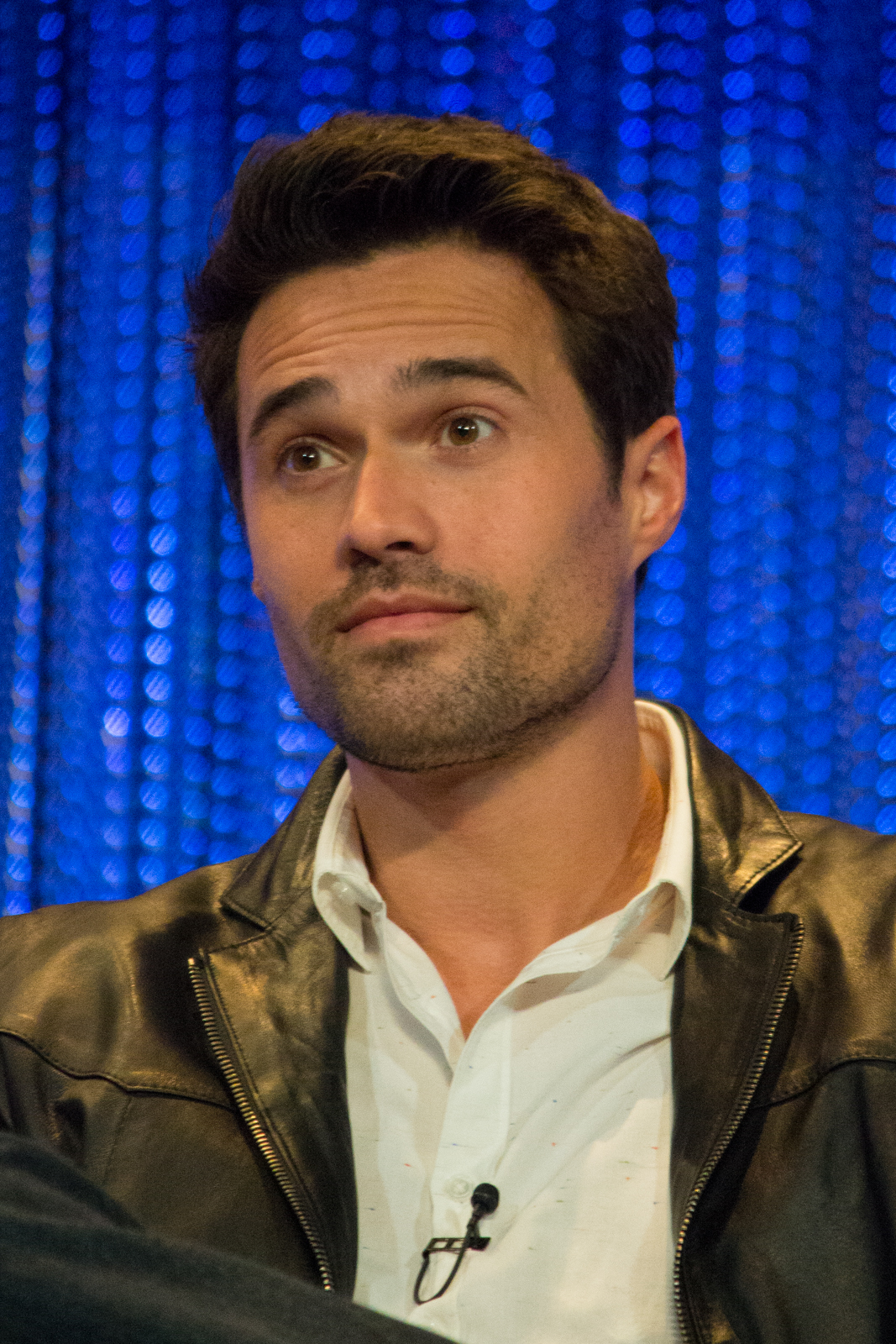
Dalton el 2014

| Any  | Títol                           | Paper                           | Notes                |
| ---- | ------------------------------- | ------------------------------- | -------------------- |
| 2009 | 1:00 am Games                   | Travis                          | Pel·lícula curta     |
| 2012 | Sheets                          |                                 | Pel·lícula curta     |
| 2014 | Beside Still Waters             | James Miller                    |                      |
| 2016 | Trust No One                    | Víctor                          | Pel·lícula curta     |
| 2017 | The resurrection of Gavin Stone | Gavin Stone                     |                      |
| 2017 | Lost in Florence                | Eric Lombard                    |                      |
| 2019 | Confidence                      | Ordinari home blanc             | Pel·lícula curta     |
| 2020 | Superman: Man of Tomorrow       | Rudolph "Rudy" Jones / Parasite | Veu, directe a vídeo |
| 2023 | Justice League: Warworld        | Bat Lash                        | Veu, directe a vídeo |

| Any        | Títol                           | Paper                   | Notes |
| ---------- | ------------------------------- | ----------------------- | --- |
| 2007       | Nurses                          | Dr. Kurt Taylor         | Pilot sense vendre |
| 2012       | Blue Bloods                     | Phillip Gibson          | Episodi: Collateral Damage |
| 2012       | Army Wives                      | Henry                   | Episodi: Fatal Reaction |
| 2013       | Killing Lincoln                 | Robert Todd Lincoln     | Pel·lícula de National Geographic Television |
| 2013-2017  | Marvel's Agents of S.H.I.E.L.D. | Grant Ward / Hive       | Paper principal (temporades 1, 2, 3), paper recurrent (temporada 4); 58 episodis Premiat: Teen Choice Award per Choice TV: Male Breakout Star (2014) Nominat - Teen Choice Award for Choice TV Villain (2016) |
| 2015       | Jake and the Never Land Pirates | Talon                   | Veu; Episodi: Flight of the Fearthers/Captain Hookity Hook |
| 2015, 2018 | Robot Chicken                   | Diversos rols           | Veu; Episodis: Cheese Puff Mountain i Shall I Visit the Dinosaurs? |
| 2017-2019  | Milo Murphy's Law               | Brick                   | Veu; 6 episodis |
| 2018       | Cooking with Love               | Stephen Harris          | Pel·lícula televisiva de Hallmark Channel |
| 2018       | Elementary                      | Ryan Hayes              | Episodi: An Infinite Capacity for Taking Pains |
| 2018       | Deception                       | Isaac Walker            | Episodi: Loading Up |
| 2018       | Once Upon a Christmas Miracle   | Christopher Dempsey     | Pel·lícula de televisió de Hallmark Movies &amp; Mysteries |
| 2020       | Just My Type                    | Martin Clayborne        | Pel·lícula de televisió de Hallmark Channel |
| 2021       | Ghostwriter                     | Captain Vincent         | Apple TV + 3 episodis |
| 2021–2022  | Chicago Fire                    | Lieutenant Jason Pelham | Paper recurrent; 9 episodis |
| 2021       | One December Night              | Jason Bedford           | Pel·lícula per a televisió |
| 2022       | The Equalizer                   | Carter Griffin          | 4 episodis |
| 2023       | Hamster & Gretel                | Mayor Meyer             | Episodi: Over the Hill/The Ice Queen Cometh |
| 2023       | Found                           | Mark Trent              | Repartiment principal |

| Any  | Títol                      | Paper                 | Notes |
| ---- | -------------------------- | --------------------- | --- |
| 2015 | Until Dawn                 | Michael "Mike" Munroe | Rendiment de Captura de moviments i veu; Nominat - Premi de l'Acadèmia Nacional dels Revisors del Comerç de Videojocs al millor paper secundari en un drama |
| 2022 | Destiny 2: The Witch Queen | The Witness           | Veu |
| 2022 | God of War Ragnarök        | Freyr                 | Veu i captura de moviments |
| 2023 | Destiny 2: Lightfall       | The Witness           | Veu |